# Dampierre-sous-Brou
 Dampierre-sous-Brou  es una población y comuna francesa, en la región de  Centro, departamento de Eure y Loir, en el distrito de Châteaudun y cantón de Brou.

## Demografía
| 426 | 430 | 440 | 473 | 472 | 446 |
| Para los censos de 1962 a 1999 la población legal corresponde a la población sin duplicidades (Fuente: INSEE [Consultar]) |     |     |     |     |     |